# Muïzz-ad-Din Ismaïl
Al-Màlik Muïzz-ad-Din Ismaïl ibn Tughtaguín fou un príncep aiubita fill de Tughtaguín i nebot de Saladí. Fou emir del Iemen del 1197 al 1202.
Tughtaguín va morir el 1196/1197 després de 14 anys de govern, i es va sospitar que havia estat enverinat. Poc abans de morir el seu fill gran, Ismaïl, havia estat expulsat del Iemen pel seu pare per les seves idees religioses heterodoxes i estava de camí a Bagdad quan va rebre la notícia de la mort del seu pare. Va retornar ràpidament i es va presentar a Zabid i després a Taizz i a Djubla i es va fer reconèixer com a emir (Muïzz ad-Din Ismaïl ibn Tughtegin, 1197). Al mateix temps un notable erudit i religiós anomenat Abd Al·là ibn Hamza, de la branca husseinita dels xerifs, es va proclamar imam. El mateix 1197 Ismaïl va visitar Sanaa on va fer matar el governador local, un esclau que havia estat nomenat pel seu pare, i va donar el govern de la ciutat al hamdanita Alí ibn Sultan Hatim amb la condició que li havia de ser fidel i només governaria sobre el districte de Sanaa. Els seus germans Bixr i Amr van poder retornar al Iemen però van quedar confinats.
Ismaïl anava de camí a Kawkaban quan es va trobar amb les forces de l'imam Abd Allah prop d'Hakl, i el va derrotar. Un Ismail triomfant es va presentar a Sanaa on va fer publiques les noves doctrines que retiraven la khutba al califa abbàssida i s'acostaven a l'ismaïlisme; ell mateix es va proclamar califa i es va vestir com a tal i va declarar ser descendent dels omeies (cosa que ni era certa ni reclamaven la resta de membres de la dinastia). A més de la seva aliança amb Ali, també va fer un acord amb l'imam, amb la qual cosa esperava obtenir el suport que li calia dins el país.
Però l'imam tenia altres plans, i en un cop de mà es va apoderar de Sanaa i va expulsar Alí que es va haver de refugiar a Dhemermer. Al mateix temps els kurds de l'exèrcit d'Ismaïl estaven molt descontents per les tendències del seu senyor i van conspirar per la seva eliminació. Un dia que IsmaÏl viatjava de Zabid a Kawz en mula, fou atacat per soldats kurds i encara que es va defensar de manera valenta, va morir (1201/1202) i fou enterrat a un mausoleu al sud de la ciutat de Zabid. No gaire després moria Ali ibn Sultan Hatim a Dhemermer (1202).
El va succeir el seu germà al-Nasir ibn Tughtegin ibn Ayyub

## Font
- Ali ben al-Hasan al-Khazradji, The pearls-strings: a history of the Resuliyy dinasty of Yemen, traducció de Sir James W. Redhouse, Leyden i Londres, 1906